# لوییجی تاراماتزو

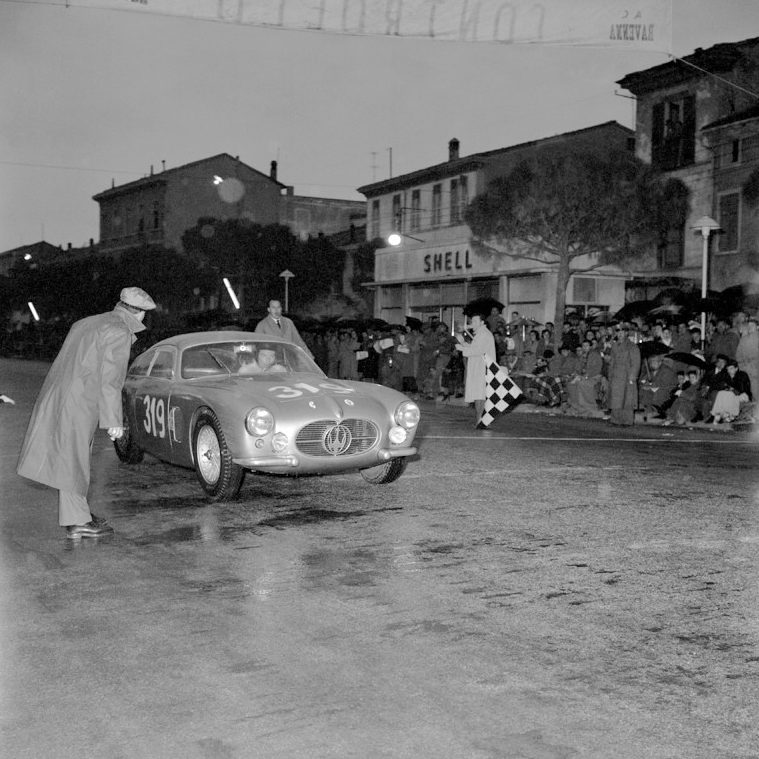
تاراماتزو در مازراتی A6G/2000 Zagato s/n 2124 در Mille Miglia در سال 1956.

لوییجی تاراماتزو (ایتالیایی: Luigi Taramazzo؛ زادهٔ ۵ مهٔ ۱۹۳۲، درگذشتهٔ ۱۵ فوریهٔ ۲۰۰۴) رانندهٔ مسابقات اتومبیل‌رانی فرمول یک اهل ایتالیا بود که در فصل ۱۹۵۸ در مجموع در یک گراند پری شرکت کرد، اما موفق به کسب هیچ امتیازی نشد.
تاراماتزو در ۱۵ فوریهٔ ۲۰۰۴ درگذشت.